# Julius Fleischmann (Zeichner)
Julius Fleischmann (geboren 18. März 1813 in Meißen, Königreich Sachsen; gestorben 28. August 1879 in Schandau) war ein deutscher Zeichner, Kupferstecher und Zeichenlehrer.

## Leben
Julius Fleischmanns Vater war Kustos der Meißner Stadt- und Domkirche. An der Dresdner Kunstakademie war er Schüler von Ludwig Richter und Anton Ferdinand Krüger. Er arbeitete als Zeichenlehrer in Reichenbach im Vogtland und in Großenhain. Für die Bilderchronik des Sächsischer Kunstvereins stach er Landschaftsansichten Sachsens nach Vorlagen von Johann Anton Castell, Johan Christian Clausen Dahl, Johann Gottlieb Hantzsch, Moritz Eduard Lotze, Johann Gottfried Pulian, Adrian Ludwig Richter und Karl Christian Sparmann. Umgekehrt lithographierte Carl Wilhelm Arldt Fleischmanns Zeichnung von Burg Giebichenstein  und dessen Freund Carl August Anton Müller ein Motiv von Schloss Siebeneichen. 

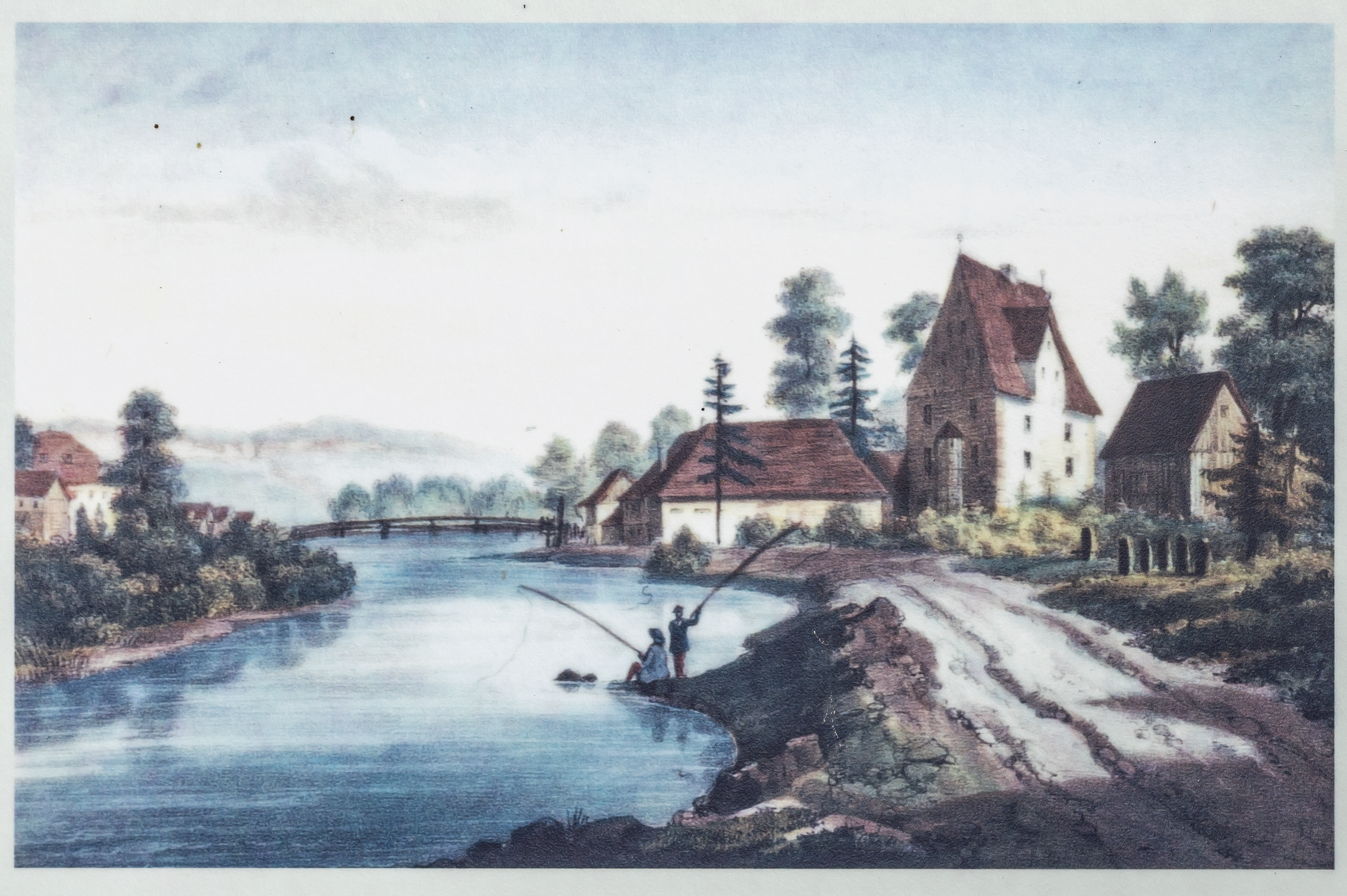
Fleischmann: Schloss Unterkotzau
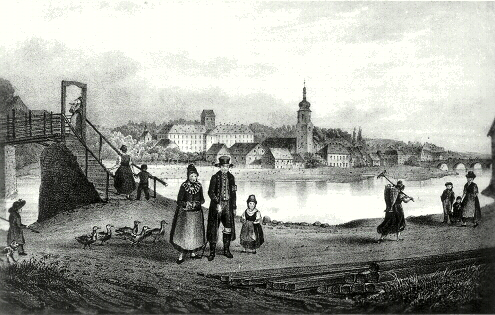
Fleischmann: Oberkotzau
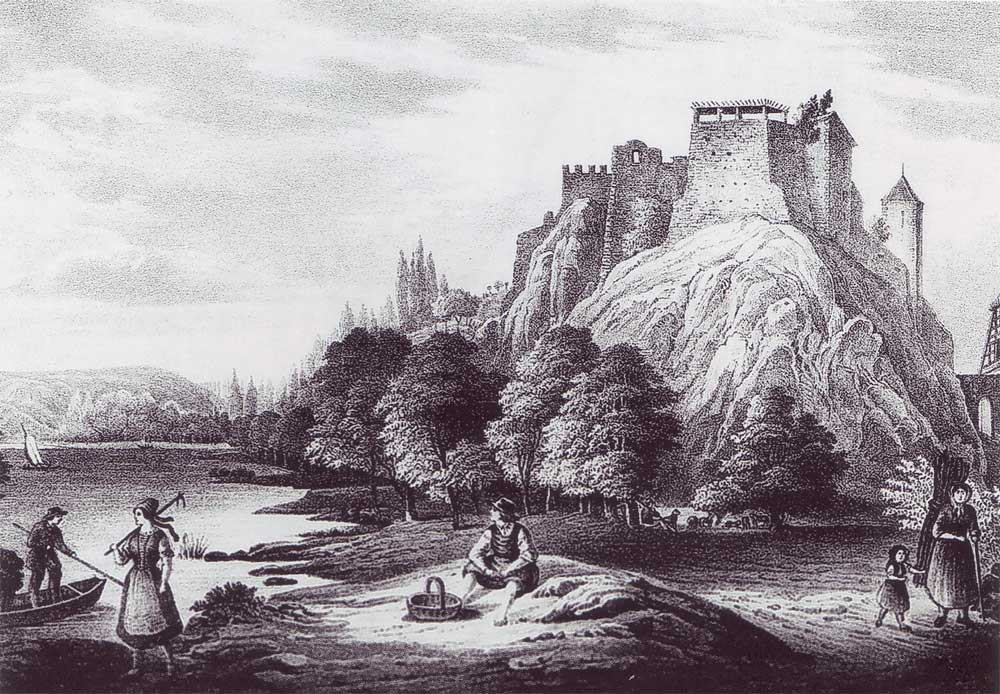
Arldt nach Fleischmann: Giebichenstein
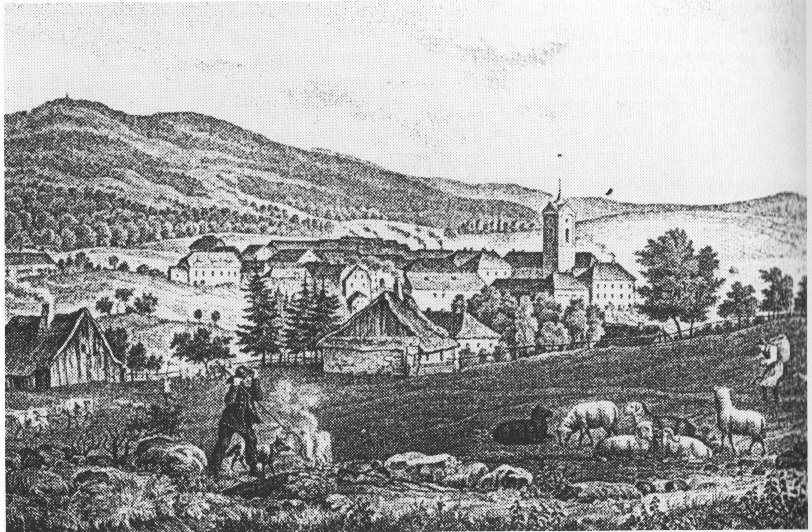
Fleischmann: Zell im Fichtelgebirge

## Werke
- Die malerischen Ufer der Saale beschrieben vom Professor Dr. Karl Heinrich Wilhelm Münnich. Mit 60 Ansichten, nach der Natur gezeichnet von Julius Fleischmann. Dresden : Adler und Dietze, 1848